# 麻豆太子宮
麻豆太子宮，位於臺灣臺南市麻豆區安業聚落北側的一所廟宇，主祀中壇元帥（哪吒）。

## 簡介
太子宮舊廟原稱安業太子宮，係清雍正年間自福建省同安縣迎請開基中壇元帥來台，其後新廟落成遷入始改名麻豆太子宮。民國95年（2006年）農曆12月2日隆重舉行入火安座大典，並舉辦啟建「丙戌年麻豆太子宮五朝祈安清醮大典」。因廟宇宏偉壯麗，金碧輝煌，堪稱全臺太子宮之冠。
太子宮離麻豆交流道只有3.5公里，交通方便。全殿採用四層宮殿式建築，樓高30餘米，總建坪數2,050坪。一樓為可容納二千人的大餐廳，二樓為太子殿，三樓為觀音殿，頂樓為凌宵寶殿。
主祀中壇元帥，配祀蓮花太子、福德正神、註生娘娘、觀音佛祖、善財、龍女、李府千歲、池府千歲、吳府千歲、關聖帝君、關平、周倉、文昌帝君、劍童、書童、玉皇上帝、三官大帝、南斗星君、北斗星君、太歲星君等。
麻豆太子宮除了供奉一般武身中壇元帥，還有供奉身座蓮花的蓮花太子。蓮花太子豐容真誠，飾以耳環，配戴手鐲並為穿紅兜，造型與台灣太子爺神像大異其趣。
其外還有供奉太子爺的師父太乙真人，在小說《封神榜》中太乙真人曾經幫死去的哪吒以蓮花化身復活。在太子宮正殿有一尊太乙真人，在偏殿也有一尊真人，是由台南雕刻師傅陳啟村所雕成。
民國107年（2018年）農曆10月1日啟建「戊戌年金籙禳熒謝恩祈安五朝保禳大醮」。

## 分靈
- 頭份龍天宮
- 沙鹿包府殿
- 新竹香山鹿仔坑昊天宮
- 三重玉旨慈儀宮-蓮花太子

## 相關連結
- 新化太子宮

## 外部連結
- 108層刀梯　麻豆太子宮祈安 （页面存档备份，存于）